# Facework
Facework, auch face-work oder face work (englisch, dt. wörtlich: „Arbeit am Gesicht“, aber ohne eindeutige Entsprechung in der deutschen Fachterminologie) kann mit „Gesichtswahrung“ oder im übertragenen Sinn mit „Gesichtspflege“ oder „Gesichtsarbeit“ übersetzt werden. Es kennzeichnet das strategische Verhalten von Menschen in verschiedensten Formen der sozialen Interaktion, durch das sie versuchen, ihr eigenes oder das Gesicht ihres Kommunikationspartners (also ihr eigenes oder dessen Selbstbild) zu wahren, zu schonen oder wiederherzustellen. Facework spielt auch in formellen diplomatischen Verhandlungen und bei der Lösung interkultureller Konflikte eine zentrale Rolle.
Dazu gehören Formen der Höflichkeit, Rücksichtnahme und des Takts, aber auch Notlügen oder die Vermeidung von Reizthemen. Die Formen des Facework weichen im interkulturellen Vergleich stark voneinander ab.

## Theorien
Zur Analyse von Facework-Aktivitäten existieren sowohl sozialpsychologische Theorien als auch solche aus dem Bereich der Soziologie der Emotionen (z. B. Interaktionstheorie, Theorie des emotionalen Selbstmanagements, Theorie der emotionalen Investition). 

### Face
Der Begriff face wurde zuerst von Erving Goffman zur Beschreibung gesichtswahrenden Verhaltens in der unmittelbaren Interaktion benutzt, wobei face sowohl die von einer Person internalisierten als auch die ihr sozial zugeschriebenen Werte umschloss. Goffman lehnte sich dabei an das chinesische doppelte Konzept von „Gesicht“ an, bei dem die Worte lien für das „innere“ moralische Gesicht, den Charakter, und mien-tsu für das „äußere“ soziale Gesicht, das Prestige, stehen. Das erstere wird durch moralisches Verhalten verteidigt; letzteres wird durch Leistungen, Reichtum und Macht vergrößert. Ähnliche Bedeutungen hat die Metapher in Ostasien, der arabischen Welt, Thailand und im südslawischen Sprachraum (образ = Ehre, Charakter).

### Facework im Alltag
Goffman interpretierte diese beiden Begriffe als Identität und Ego. Facework sei die Konstruktion eines öffentlichen Selbstbildes, also die Arbeit an dem öffentlichen Bild, das von einer Person entstehen soll, wobei sie sich bemüht, das Auseinanderfallen von Selbstbild und Fremdbild zu verhindern. Dieses Bestreben ist nach Goffman universell, sein Resultat ist face. Die Arbeit am eigenen Gesicht spielt nach Goffman eine große Rolle in vielen Alltagsinteraktionen.
In der deutschen Übersetzung wurde facework allerdings verkürzt auf „Techniken der Imagepflege“, also auf das „äußere“ Gesicht, das jemand erzeugen will oder die Summe der Vorstellungen, die andere über eine Person haben. Eine solche enge Definition vernachlässigt, dass face im Sinne Goffmans in interaktiven Prozessen entsteht, sich in Handlungen und Kommunikationen ausdrückt und stark situationsabhängig ist. Dieser interaktive Aspekt kommt einer Definition Goffmans von 1967 gut zum Ausdruck. Das impliziert, das nach verschiedenen Seiten auch verschiedene Aspekte des Gesichts gezeigt werden. Danach ist face

„the positive social value a person effectively claims for himself by the line others assume he has taken during a particular contact“

Die Person, die face zeigt, beansprucht (claims) also, sozial wertvoll oder bedeutsam für eine andere zu sein, und zwar durch ein bestimmtes Muster (line) der Interaktion, das die andere Person in einer bestimmten Kontaktsituation erkennt.
Cupach und Metts wenden das Konzept auf das Management aller Phasen enger und intimer Beziehungen von der ersten Kontaktaufnahme über das mehr oder weniger gesichtswahrende Konfliktmanagement bis zur Trennung an. In ihrer Analyse steht die Gesichtswahrung im Vordergrund. Auch Susan Shimanoff analysiert die Regeln, die gesichtswahrende Kommunikation zwischen Ehegatten steuern. Sachiko Ide u. a. analysieren die geschlechtsspezifischen Höflichkeitsregegeln in Japan.
Die Soziolinguisten Brown und Levinson definieren face als das Bild, das jemand von sich in der Öffentlichkeit erzeugen möchte: the public self-image that every member of a society wants to claim for himself/herself. Damit kommt ihr Begriff von face dem Imagebegriff näher. In ihrer anhand von Beispielen aus drei Sprachen 1978/1987 publizierten Theorie der höflichen Kritik und Selbstkritik und des unhöflichen Verhaltens (impoliteness) entwickeln sie, wie sich Sorgen um die eigene Identität, der Wunsch nach Schonung des Gesichts anderer und situative Anforderungen in verschiedenen Diskursstrategien verknüpfen. Dieser Wunsch nach Schonung ist jedoch in unterschiedlichen Kulturen sehr unterschiedlich ausgeprägt.
Lim und Bowers unterscheiden drei Faktoren, die die Performance von facework beeinflussen: die Intimität einer Beziehung, die Machtdistanz zwischen den Akteuren und das Recht, ein bestimmtes Verhalten in einer Situation zu zeigen.
Robert Arundale unterscheidet deutlicher zwischen face-Wahrung bzw. -Aufbau und nur höflichem Verhalten. In seiner face constituting theory untersucht er, wie face in der Alltagsinteraktion mit sprachlichen Mitteln aufgebaut wird. Er definiert face als das Verständnis einer Person davon, was sie in der alltäglichen Kommunikation und Kooperation mit anderen verbindet und von ihnen trennt.
Unterschieden wird allgemein zwischen den Strategien des face saving, also dem Erhalt des Selbstbildes, und der face restauration, also der Wiederherstellung eines beschädigten Selbstbildes. Tracy unterscheidet darüber hinaus (Gesichts-)wertschätzende, kompensierende, bedrohende und neutrale Kommunikationen. Eine extrem komplizierte und belastende Variante des facework ist das Stigmamanagement.

### Facework bei Konflikten und Verhandlungen
Bei Konflikten und Verhandlungen hat Facework auch die Funktion, die eigene Position auf Kosten der Interaktionspartner zu stärken und ggf. deren Reputation zu schädigen (face negotiation). Facework wird also nicht nur benutzt, um Konflikte durch identitätssensible Kommunikation zu vermeiden oder zu lösen, sondern auch um sie zu provozieren oder andere herauszufordern. Ein Beispiel für intendierte Identitätsschädigung ist der Sängerwettstreit der Inuit, bei dem es darauf ankommt, den Gegner verächtlich zu machen.
Im Verwaltungsbereich, sowohl bei internen Verhandlungen und Beratungen als auch in der Interaktion mit den Bürgern, spielt Facework ebenfalls eine wichtige Rolle.
Für Ting-Toomey ist face eine Projektion des eigenen Selbstbildes, dessen Identität (insbesondere in Asien) von den Mitgliedern eines Systems von Beziehungen immer mit definiert wird. Sie unterscheidet vier „Superstrategien“:
1. Face-Restoration oder Self Negative-Face (das Bestreben, die eigene Autonomiesphäre vor Einmischungen anderer zu schützen)
2. Face-Saving oder Other Negative-Face (das Bestreben, den Autonomieraum der anderen zu wahren)
3. Face-Assertion oder Self Positive-Face (der Wunsch nach Inklusion und Gemeinschaft mit anderen)
4. Face-Giving oder Other Positive-Face (der Wunsch, das Bedürfnis anderer nach Inklusion und Gemeinschaft zu unterstützen)

Diese Strategien untersucht sie in ihrer face negotiation theory und weist dabei auf die interkulturellen Unterschiede bei der Lösung gesichtswahrender oder das Gesicht wiederherstellender Konfliktlösungsstrategien hin: Die vier Typen sind je nach Kulturkreis unterschiedlich stark ausgeprägt. So nehmen z. B. Menschen asiatischen Ursprungs in den USA Meditationsverfahren selten wahr, weil man „schmutzige Wäsche nicht in der Öffentlichkeit wäscht“, d. h. die eigene Autonomiesphäre vor Einmischungen schützen will. Die verschiedenen Techniken der Gesichtswahrung und -wiederherstellung hat im angelsächsischen Sprachraum zu zahlreichen Begriffsbildungen angeregt: face-constituting, face-compensating, face-honoring, face-saving, face-threatening, face-building, face-protecting, face-depreciating, face-giving, face-restoring, face-neutral.

## Anwendung des Begriffs im medialen Bereich
Mit dem Vormarsch interaktiver Medien wird der Begriff auch auf Selbstpräsentationstechniken in den sozialen Medien übertragen. Die Benutzer präsentieren sich zwar unkörperlich und oft „gesichtslos“ (faceless) in den sozialen Medien; die oft anonymen likes, die sie erhalten, werden von ihnen jedoch als Teil ihres Selbstbildes übernommen. Auch in einer textuellen oder medienvermittelten „face-to-face“-Kommunikation wie in professionellen oder Praktikergemeinschaften oder in der Wikipedia kann es also um Gesichtswahrung gehen. Soziale Medien wie Facebook machen facework im Sinne der Arbeit von nicht im Rampenlicht stehenden Menschen an ihrem öffentlichen Selbstbild schließlich sogar zu ihrem Programm.
Insofern auch soziale Medien als „Kulturen“ (z. B.: „Kultur des Internets“) interpretiert werden können, ist „face representation“ in diesen Räumen ebenfalls kulturell geprägt. Ob durch die sozialen Medien interkulturelle Unterschiede in der Selbstpräsentation auf längere Sicht homogenisiert werden oder kulturell geprägte Handlungsmuster aus der realen Welt in virtuellen Räumen beibehalten werden, ist jedoch ungeklärt.
Auch bei der Erstellung von Lebensläufen und Kompetenzprofilen in Papierform oder elektronischer Form geht es immer mehr um facework, nämlich darum, sich arbeitgeberspezifisch und situationsabhängig zu präsentieren, so dass man zugleich mehrere öffentliche Gesichter nach verschiedenen Seiten und entsprechend verschiedener Anforderungen zeigen kann. Oder man gibt sich in seinem CV ein face lift.
Das face-Konzept wird damit immer dynamischer und gewinnt an Bedeutung gegenüber den durch Sozialisation erworbenen verinnerlichten Werten, also dem eher statischen Charakter- oder Identitätsbegriff. Face wird damit zu einem relationalen Begriff, wie er es in den ostasiatischen Gesellschaften bereits ist (z. B. durch stark unterschiedliches Verhalten gegenüber Menschen auf verschiedenen Hierarchiestufen). Zudem wird das face immer stärker in domains segmentiert, die nach verschiedenen Seiten aufscheinen – darin dem Begriff der sozialen Rolle ähnlich.

## Kritik
Kritisiert wird die unscharfe, seit Goffman of wechselnde und teils ausufernde Definition des metaphorischen face-Begriffs, der durch das Konzept eines unkörperlichen virtuellen Gesichts in den soziale Netzen noch komplexer und zum fuzzy-Begriff wird.